# 郭师从
郭师从（?—?），五代十国时吴越国官员，吴越忠献王錢弘佐时同参相府事。合肥（今安徽省合肥市）人。
郭师从是杨行密部将田頵的妻弟，隶田頵部下为宣州都虞候。钱镠的儿子钱元瓘在宣州为人质，田頵遇战不利，想要让左右把钱元瓘杀死，郭师从和田頵之母多方保护，钱元瓘得以不死。田頵败后，郭师从随钱元瓘归杭州投奔钱镠。钱镠任命他为浙东镇东军马步都虞候。后随钱元瓘征战广德、无为，有功。官至浙西营田使。钱元瓘的儿子忠献王錢弘佐即位，任命郭师从为同参相府事。八十四岁时去世。